# ソーラーエッジテクノロジーズ
ソーラーエッジ・テクノロジーズ（SolarEdge Technologies, Inc.）は2006年に設立され、直流最適化インバーターシステムを開発した企業。
同社は、発電した電力をインバーターにフィードバックする前に、モジュールレベルで最大電力点追従（MPPT）を行う装置であるパワーオプティマイザーの製品化に初めて成功した。

## 歴史
ソーラーエッジ社は、2006年にガイ・セラ（Guy Sella）、リオール・ハンデルスマン（Lior Handelsman）、ヨアヴ・ガリン（Yoav Galin）、ミール・アデスト（Meir Adest）、アミール・フィシェロフ（Amir Fishelov）によって設立された。同社は、ゼネラル・エレクトリック（GE）エナジー・フィナンシャル・サービス、ノーウェスト・ベンチャー・パートナーズ、ライトスピード・ベンチャー・パートナーズ、ORRパートナーズ、ジェネシス・パートナーズ、ウォルデン・インターナショナル、バーテックス・ベンチャーズ・イスラエル、JPアジア・キャピタル、オーパス・キャピタル・ベンチャーズのベンチャーキャピタルから支援を受けている。
2009年末に製造委託先のフレックス社による製品の量産を開始した。
2015年3月、7,000,000株の普通株式を1株当たり18.00ドルの公開価格で新規公開し、1億2600万ドルを調達した。この株式はナスダック・グローバル・セレクト・マーケットでティッカーシンボル "SEDG "で取引が開始された。ゴールドマン・サックス証券とドイツ銀行が共同ブックランニング・マネージャーを務めた。
2015年5月、ソーラーエッジはテスラ・エナジーと提携し、2015年4月に発表されたテスラの家庭用蓄電池「パワーウォール」を充電できるインバーターを開発した。ソーラーエッジのインバーターは、ソーラーパネルからのエネルギー変換とパワーウォールの充放電の両方を管理する。その後、テスラはソーラーエッジ社との提携を段階的に解消し、2016年10月に発表したパワーウォール2にインバーターを追加し、2021年1月に独自のソーラーインバーターを発表した。
2018年10月、リチウムイオン電池セル、バッテリー、エネルギー貯蔵ソリューションの韓国プロバイダーであるコカムの主要株式を取得する契約を発表した。2019年1月、イタリアのEVパワートレイン・メーカーであるSMREの株式の過半数の取得を発表した。2019年、UPSメーカーのガンマトロニック社（Gamatronic）の買収を発表し、クリティカルパワー部門を設立。
2023年1月、欧州を拠点とするエネルギー分析およびIT企業であるハーク社の買収を発表。
がんとの闘病の末、創業者のガイ・セラが2019年に死去。元グローバルセールス担当副社長ズヴィ・ランドがCEOに就任。

## テクノロジー
多くの太陽光発電システムは中央インバーターを使用し、パネルは直列に接続されてストリングとなり、発電されたすべての直流（DC）電力をインバーターに送り、グリッド互換の交流（AC）に変換する。この方法の欠点は、最大電力点追従（MPPT）がストリング全体に対して行われるため、生産量が最も性能の低いパネルの出力によって制限されることであり、性能は、日陰や天候条件によって影響を受ける可能性がある。
ソーラーエッジは、パワーオプティマイザーでこの問題に対処。パワーオプティマイザーは、各ソーラーパネルの背後に設置される小型デバイスで、中央インバータにエネルギーを供給する前に、モジュールレベルのMPPTを行う。パワーオプティマイザはまた、従来の中央インバータが提供する合計またはストリングレベルのデータではなく、パネルレベルのエネルギー生産量のモニタリングを可能にしている。